# マルタ国

マルタ国
Stat ta’ Malta

マルタ国（マルタこく、マルタ語: Stat ta’ Malta）は、現在のマルタ共和国の前身にあたる国家である。
マルタ直轄植民地は1964年に独立法に基づいて独立し、同年5月に行われた国民投票で承認された新たな憲法に基づいて、エリザベス2世がマルタ女王となった。
なお、マルタ国の国家元首はエリザベス2世だったが、権限はマルタ総督に与えられていた。1974年の憲法改正に伴い君主制が廃止され、共和制に移行した。